# Trisetum laconicum
Trisetum laconicum är en gräsart som beskrevs av Pierre Edmond Boissier och Theodhoros Georgios Orphanides. Trisetum laconicum ingår i släktet glanshavren, och familjen gräs. Inga underarter finns listade i Catalogue of Life.